# Adlullia baueri
Adlullia baueri är en fjärilsart som beskrevs av Alexander Schintlmeister 1994. Adlullia baueri ingår i släktet Adlullia och familjen tofsspinnare. Inga underarter finns listade i Catalogue of Life.